# Mount Huxley, Antarktis
Mount Huxley är ett berg i Antarktis. Det ligger i Östantarktis. Nya Zeeland gör anspråk på området. Toppen på Mount Huxley är 1 155 meter över havet.
Terrängen runt Mount Huxley är kuperad österut, men västerut är den bergig. Trakten är obefolkad. Det finns inga samhällen i närheten.